# Nhiễm trùng đường hô hấp trên
Nhiễm trùng đường hô hấp trên (Upper respiratory tract infection-URTI) là một bệnh gây ra bởi nhiễm trùng cấp tính, liên quan đến đường hô hấp trên, bao gồm mũi, xoang, cổ họng hoặc thanh quản. Điều này thường bao gồm tắc nghẽn mũi, đau họng, viêm amidan, viêm họng, viêm thanh quản, viêm xoang, viêm tai giữa và cảm lạnh thông thường. Hầu hết các bệnh nhiễm trùng là do virus trong tự nhiên và trong các trường hợp khác, nguyên nhân là do vi khuẩn. URTI cũng có thể  có nguồn gốc là nấm hoặc giun sán, nhưng những lý do này ít phổ biến hơn nhiều.
Trong năm 2015, ước tính 17,2 tỷ trường hợp URTI đã xảy ra.  Tính đến năm 2014, các bệnh này đã gây ra khoảng 3.000 cái chết, giảm 1000 so với 4.000 ca tử vong vào năm 1990.

## Dấu hiệu và triệu chứng

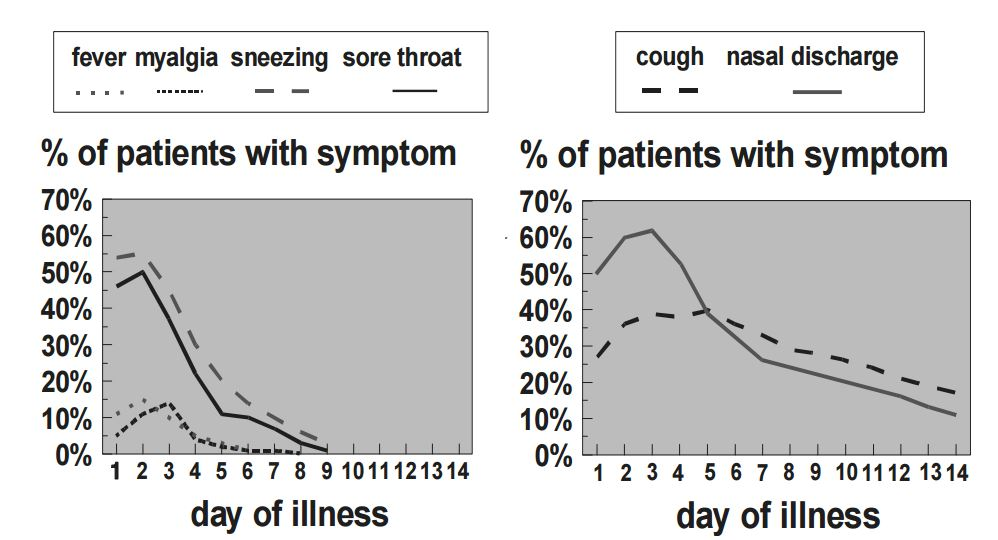
Dòng thời gian cho các triệu chứng cảm lạnh

Trong trường hợp không biến chứng, cảm lạnh, ho và chảy nước mũi có thể tồn tại trong 14 ngày hoặc hơn ngay cả sau khi các triệu chứng khác đã được giải quyết. URTI cấp tính bao gồm viêm mũi, viêm họng / viêm amidan và viêm thanh quản thường được gọi là cảm lạnh thông thường và các biến chứng của chúng: viêm xoang, nhiễm trùng tai và đôi khi là viêm phế quản (mặc dù phế quản thường được phân loại là một phần của đường hô hấp dưới.) Các triệu chứng của URTI thường bao gồm ho, sưng họng, sổ mũi, nghẹt mũi, nhức đầu, sốt nhẹ, áp lực trên mặt và hắt hơi.
Các triệu chứng của virut mũi ở trẻ em thường bắt đầu 1-3 ngày sau khi tiếp xúc. Bệnh thường kéo dài 7-10 ngày.
Thay đổi màu sắc hoặc tính nhất quán trong dịch nhầy sang màu vàng, dày hoặc xanh là quá trình tự nhiên của URTI virus và không phải là chỉ định cho kháng sinh.
Viêm họng liên cầu khuẩn nhóm A-beta tán huyết / viêm amidan (viêm họng liên cầu khuẩn) thường biểu hiện bằng một cơn đau họng đột ngột, đau khi nuốt và sốt. Viêm họng thường không gây sổ mũi, thay đổi giọng nói hoặc ho.
Đau và áp lực của tai do nhiễm trùng tai giữa (viêm tai giữa) và đỏ mắt do viêm kết mạc do virus thường liên quan đến URTI.

## Nguyên nhân
Về mặt sinh lý bệnh, nhiễm virut rhovirus giống như đáp ứng miễn dịch. Các virus không gây tổn thương cho các tế bào của đường hô hấp trên, mà gây ra những thay đổi trong các mối nối chặt chẽ của các tế bào biểu mô. Điều này cho phép virus có được quyền truy cập vào các mô dưới các tế bào biểu mô và bắt đầu các phản ứng miễn dịch bẩm sinh và thích nghi.